# (14182) Alley
(14182) Alley (1998 WG12) – planetoida z pasa głównego asteroid okrążająca Słońce w ciągu 3,54 lat w średniej odległości 2,32 j.a. Odkryta 21 listopada 1998 roku.